# Zadnie Płaczliwe Siodło
Zadnie Płaczliwe Siodło – przełączka w południowo-wschodniej grani Płaczliwej Skały (Ždiarska vidla, 2142 m) w Tatrach Bielskich na Słowacji, pomiędzy jej głównym wierzchołkiem 2152 m i Zadnią Płaczliwą Kazalnicą (ok. 1920 m). Znajduje się w grani głównej Tatr Bielskich i zarazem grani głównej Tatr. Na północno-wschodnią stronę opada z niej łagodne, trawiaste zbocze zwane Szerokim Polem. Z Szerokiej Przełęczy Bielskiej prowadzi nim na Płaczliwą Skałę ścieżka dawnego szlaku turystycznego omijającego szczyt Płaczliwej Kazalnicy i Zadnie Płaczliwe Siodło. Na południowo-zachodnią stronę do Zadniego Płaczliwego Żlebu opada z przełęczy bardzo stromy, trawiasty stok.
Nazwę przełęczy wprowadził Władysław Cywiński w 4 tomie przewodnika Tatry. Znajduje się na obszarze ochrony ścisłej TANAP-u

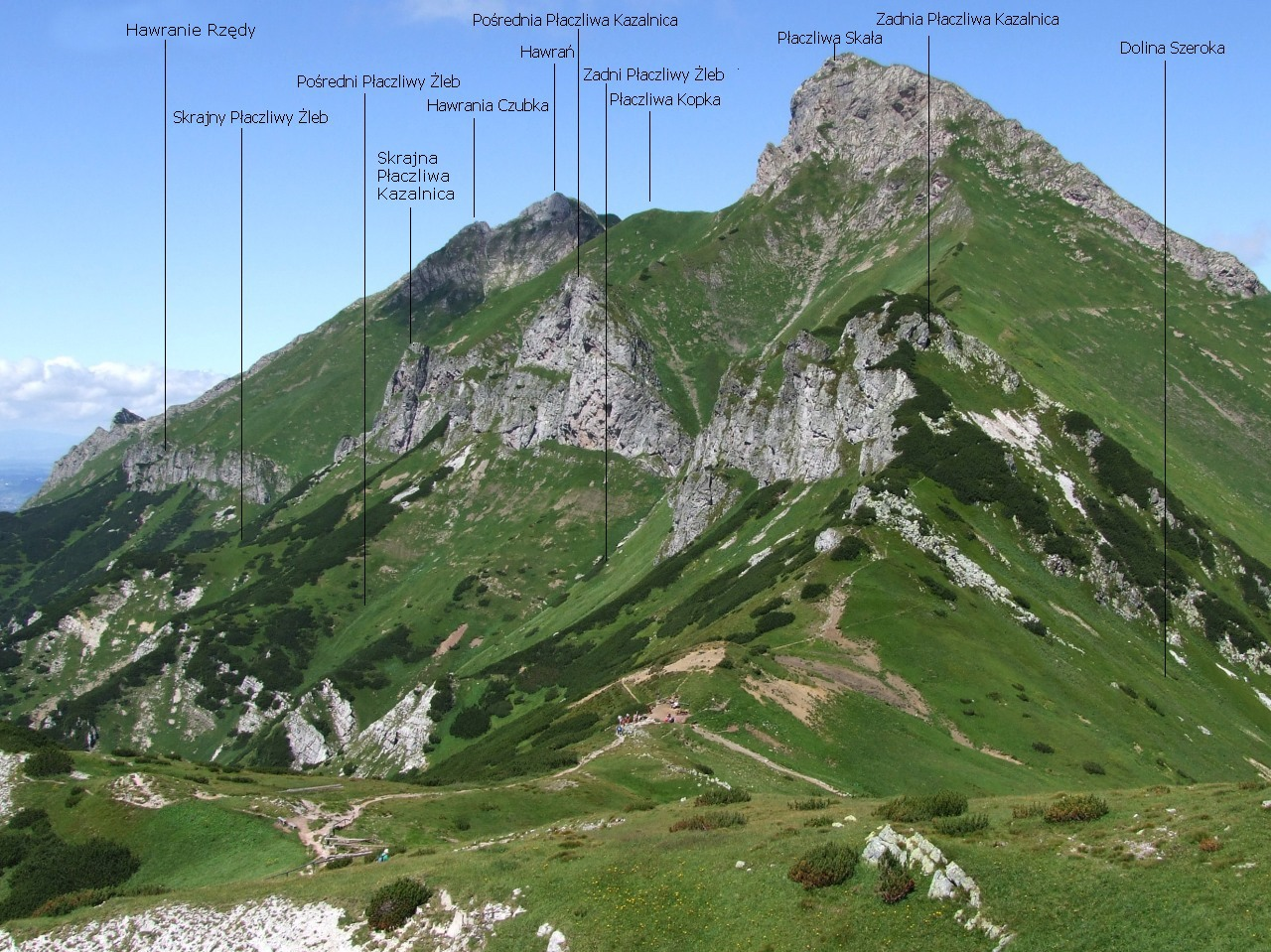
Zadnie Płaczliwe siodło z tyłu, za Zadnią Płaczliwą Kazalnicą